# Бурбон (Міссурі)
Бурбон (англ. Bourbon) — місто (англ. city) в США, в окрузі Кроуфорд штату Міссурі. Населення — 1567 осіб (2020).

## Географія
Бурбон розташований за координатами 38°9′2″ пн. ш. 91°14′57″ зх. д. / 38.15056° пн. ш. 91.24917° зх. д. (38.150583, -91.249276).  За даними Бюро перепису населення США в 2010 році місто мало площу 3,46 км², уся площа — суходіл.

## Демографія
Згідно з переписом 2010 року, у місті мешкали 1632 особи в 652 домогосподарствах у складі 433 родин. Густота населення становила 471 особа/км².  Було 718 помешкань (207/км²).
Расовий склад населення:
| - 98,7 % — білих - 0,4 % — азіатів - 0,2 % — корінних американців - 0,1 % — чорних або афроамериканців |

До двох чи більше рас належало 0,5 %. Частка іспаномовних становила 1,0 % від усіх жителів.
За віковим діапазоном населення розподілялося таким чином: 27,9 % — особи молодші 18 років, 57,0 % — особи у віці 18—64 років, 15,1 % — особи у віці 65 років та старші. Медіана віку мешканця становила 35,0 року. На 100 осіб жіночої статі у місті припадало 95,4 чоловіків;  на 100 жінок у віці від 18 років та старших — 90,3 чоловіків також старших 18 років.
Середній дохід на одне домашнє господарство  становив 39 123 долари США (медіана — 31 989), а середній дохід на одну сім'ю — 48 013 долари (медіана — 42 688). Медіана доходів становила 34 821 долар для чоловіків та 26 806 доларів для жінок. За межею бідності перебувало 20,9 % осіб, у тому числі 15,5 % дітей у віці до 18 років та 18,3 % осіб у віці 65 років та старших.
Цивільне працевлаштоване населення становило 644 особи. Основні галузі зайнятості: освіта, охорона здоров'я та соціальна допомога — 26,6 %, виробництво — 17,9 %, роздрібна торгівля — 11,2 %, мистецтво, розваги та відпочинок — 8,7 %.